# 卡拉·海登
卡拉·海登 （英語：Dr. Carla Diane Hayden，1952年8月10日—）是一位美国图书馆学家和第十四任美国国会图书馆馆长。卡拉·海登是第一位女性和非洲裔美国国会图书馆馆长，也是该职位第一位被推选的有色人种候选人。她也是过去六十年来第一位图书馆学专业出身而推选出来的会长。

## 生平
1952年出生在美国佛罗里达州塔拉哈西，1973年获得罗斯福大学政治科学和非洲历史学士学位，1977年获得芝加哥大学图书馆学硕士学位，继续攻读1987年获得该校博士学位。1993年到2016年担任巴尔的摩一家图书馆馆长。2003年到2004年还担任美国图书馆协会会长。在她担任会长期间，是反对最新通过的《美国爱国者法案》的美国图书馆协会主要发言人。
2020年，當選為美國哲學會會士。